# Richard van der Venne
Richard van der Venne (* 16. Mai 1992 in Oss) ist ein niederländischer Fußballspieler. Seit 2024 steht er zum zweiten Mal in seiner Karriere erneut bei der RKC Waalwijk unter Vertrag.

## Karriere
Der gebürtige Osser Richard van der Venne spielte in seiner Kindheit und Jugend in den Nachwuchsabteilungen von Berghem Sport, des FC Den Bosch und von TOP Oss. Im Erwachsenenbereich spielte er ab 2009 zunächst für die lokalen Amateurvereine Berghem Sport, RKVV DESCO Oss und die SV Oss 20.
Im Sommer 2015 verpflichtete ihn sein früherer Jugendverein FC Oss (bis 2009 und seit 2018: TOP Oss), dessen erste Mannschaft in der zweiten Liga spielte. Dort debütierte er daraufhin im Profibereich und konnte sich als Stammspieler durchsetzen. Nach drei Jahren schloss sich der offensive Mittelfeldspieler 2018 dem Ligakonkurrenten Go Ahead Eagles Deventer an. Im Januar 2020 verpflichtete ihn der Ehrendivisionär RKC Waalwijk, bei dem er sich ebenfalls als Stammspieler durchsetzen konnte.
Im Sommer 2022 wechselte van der Venne nach Australien zum Melbourne City FC, mit dem er am Saisonende die Liga auf Platz eins beendete, im Finale der anschließenden Playoff-Spiele um die australische Meisterschaft jedoch den Central Coast Mariners unterlag. Nach einem Jahr verließ er den Klub im Sommer 2023 auf eigenen Wunsch wieder und kehrte nach Europa zurück, wo ihn der Schweizer Superligist FC St. Gallen unter Vertrag nahm. Bis Anfang November 2023 bestritt er dort sechs Ligaspiele, ehe er sich verletzte und den Rest der Saison verpasste.
Nach Saisonende kehrte van der Venne in die Niederlande zurück und schloss sich erneut seinem früheren Verein RKC Waalwijk an. Bei dem Ehrendivisionär unterschrieb er einen Vertrag über zwei Jahre bis 2026.